# Silúrico
| Era Eratema | Período Sistema | Período Sistema | Inicio (millones años) |
| ----------- | --------------- | --------------- | ---------------------- |
| Paleozoico  | Pérmico         | Pérmico         | 298,9±0,15             |
| Paleozoico  | Carbonífero     | Pensilvánico    | 323,4±0,4              |
| Paleozoico  | Carbonífero     | Misisípico      | 358,86±0,19            |
| Paleozoico  | Devónico        | Devónico        | 419,62±1,36            |
| Paleozoico  | Silúrico        | Silúrico        | 443,1±0,9              |
| Paleozoico  | Ordovícico      | Ordovícico      | 486,8±1,5              |
| Paleozoico  | Cámbrico        | Cámbrico        | 538,8±0,6              |

El Silúrico es el tercer sistema y período del Paleozoico en la escala temporal geológica. Sucede al Ordovícico y antecede al Devónico. Duró unos 23 millones de años, comenando hace unos 443 millones de años y terminando hace unos 420 millones de años. Debe su nombre a la tribu celta de los siluros, que vivieron en el sur de Gales, lugar donde el geólogo escocés Roderick Murchison identificó este sistema en 1831. 
Se caracteriza porque el nivel de los océanos era elevado, con lo que existe un amplio registro de sedimentos marinos en todos los continentes. Amplios mares epicontinentales someros se extendían en la zona tropical. Aparecen los placodermos, los tiburones espinosos y los peces cartilaginosos. Las plantas terrestres se encontraban restringidas a ambientes palustres. En algunas zonas se forman yacimientos de petróleo y gas.
Ocurrieron importantes acontecimientos orogénicos (como la unión Laurentia-Báltica con Avalonia):
- Orogenia Caledónica en el noroeste de Europa.
- Orogenia Acadiense de los Apalaches, en América del Norte.
- Emersión de amplias áreas terrestres.

## Historia del estudio

Mapa geólogico de Gales

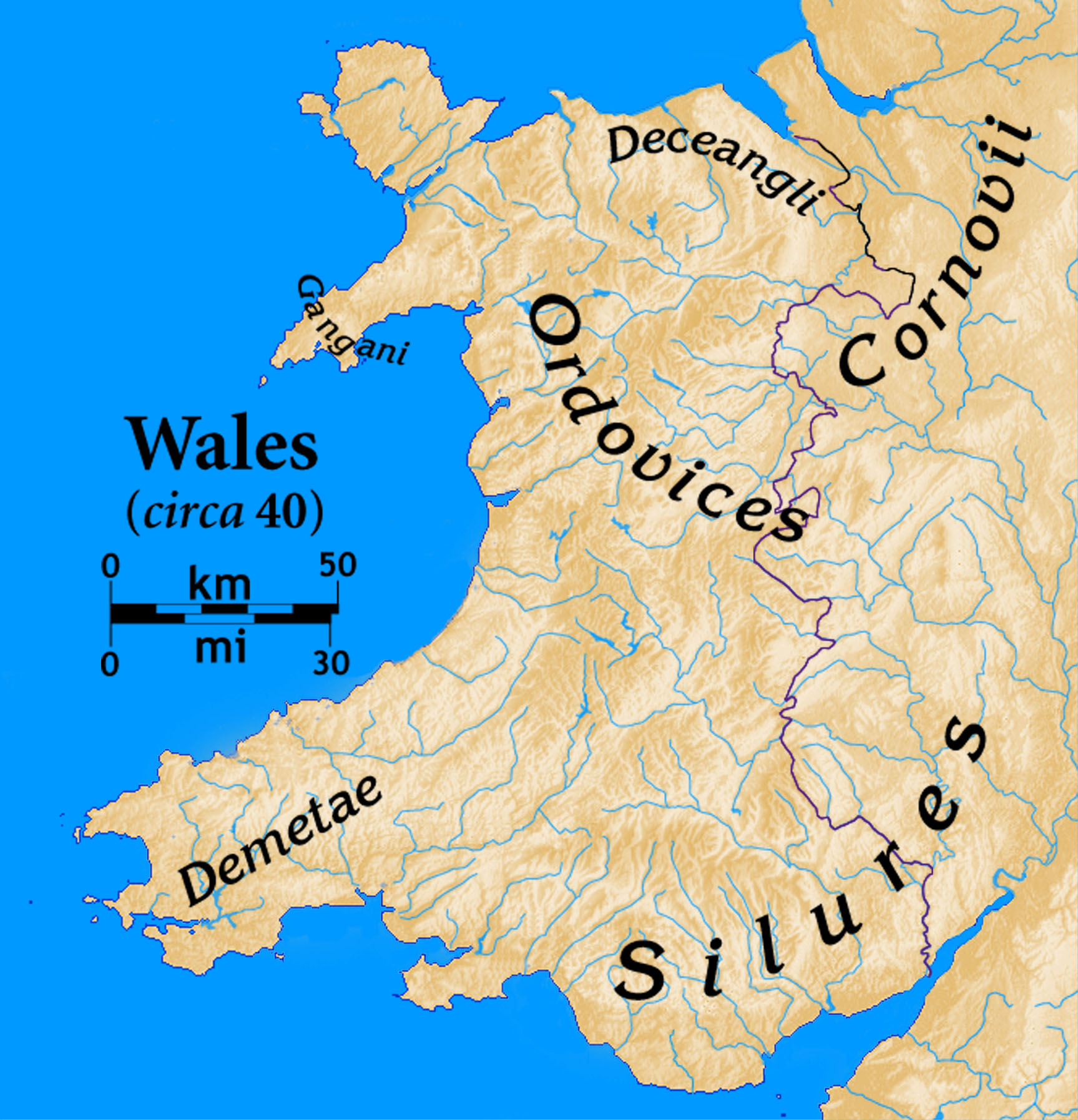
Mapa de las tribus prerromanas de Gales

El sistema silúrico fue identificado por primera vez por el geólogo británico Roderick Murchison (1792-1871) que, a principios de la década de 1830, estaba examinando los estratos de roca sedimentaria que contenían fósiles en el sur de Gales. Nombró las secuencias por una tribu celta de Gales, los silures, inspirado por su amigo Adam Sedgwick (1785-1873), que había llamado al período de su estudio el  cámbrico, a partir del nombre latino de Gales. Esta denominación no indicaba ninguna correlación entre la aparición de las rocas silúricas y la tierra habitada por los silures (cf. Mapa geológico de Gales, Mapa de las tribus prerromanas de Gales). En 1835, ambos amigos presentaron un documento conjunto, bajo el título On the Silurian and Cambrian Systems, Exhibiting the Order in which the Older Sedimentary Strata Succeed each other in England and Wales [Acerca de los sistemas Silúrico y Cámbrico, mostrando el orden en el que los estratos sedimentarios más antiguos se suceden en Inglaterra y Gales], que fue el germen de la escala temporal geológica moderna. Sin embargo, cuando se identificó por primera vez, la serie «Silúrica», cuando se rastreó más lejos, se superpuso rápidamente a la secuencia «Cámbrica» de Sedgwick, lo que provocó desacuerdos furiosos que pusieron fin a la amistad. Charles Lapworth (1842-1920) resolvió el conflicto definiendo un nuevo sistema Ordovícico que incluía las capas disputadas. Un nombre alternativo temprano para el Silúrico fue «Gotlándico», nombrado por los estratos de la isla báltica de Gotland. Murchison publicó en 1839 su conocida monografía The Silurian System.
El geólogo francés Joachim Barrande, basándose en el trabajo de Murchison, usó el término Silúrico en un sentido más amplio del que justifican hoy conocimientos posteriores. Dividió las rocas silúricas de Bohemia en ocho pisos. Su interpretación fue cuestionada en 1854 por Edward Forbes, y los pisos posteriores de Barrande, «F», «G» y «H», desde entonces han demostrado ser devónicos. A pesar de estas modificaciones en las agrupaciones originales de los estratos, se reconoce que Barrande estableció Bohemia como un terreno clásico para el estudio de los fósiles más antiguos.

## Subdivisiones
| Era Eratema | Periodo Sistema | Época Serie              | Edad Piso                    | Inicio, en millones de años |
| ----------- | --------------- | ------------------------ | ---------------------------- | --------------------------- |
| Paleozoico  | Pérmico         | Pérmico                  | Pérmico                      | 298,9±0,15                  |
| Paleozoico  | Carbonífero     | Carbonífero              | Carbonífero                  | 358,86±0,19                 |
| Paleozoico  | Devónico        | Devónico                 | Devónico                     | 419,62±1,36                 |
| Paleozoico  | Silúrico        | Prídoli Pridoliano       | Prídoli Pridoliano           | 422,7±1,6                   |
| Paleozoico  | Silúrico        | Ludlow Ludloviano        | Ludfordiense Ludfordiano     | 425,0±1,5                   |
| Paleozoico  | Silúrico        | Ludlow Ludloviano        | Gorstiense Gorstiano         | 426,7±1,5                   |
| Paleozoico  | Silúrico        | Wenlock Wenlockiano      | Homeriense Homeriano         | 430,6±1,3                   |
| Paleozoico  | Silúrico        | Wenlock Wenlockiano      | Sheinwoodiense Sheinwoodiano | 432,9±1,2                   |
| Paleozoico  | Silúrico        | Llandovery Llandoveriano | Telychiense Telychiano       | 438,6±1,0                   |
| Paleozoico  | Silúrico        | Llandovery Llandoveriano | Aeroniense Aeroniano         | 440,5±1,0                   |
| Paleozoico  | Silúrico        | Llandovery Llandoveriano | Rhuddaniense Rhuddaniano     | 443,1±0,9                   |
| Paleozoico  | Ordovícico      | Ordovícico               | Ordovícico                   | 486,8 ±1,5                  |
| Paleozoico  | Cámbrico        | Cámbrico                 | Cámbrico                     | 538,8±0,6                   |

La Comisión Internacional de Estratigrafía reconoce cuatro épocas/series y ocho edades/pisos del Silúrico, distribuidos de los más recientes a los más antiguos (orden estratigráfico) en la tabla adjunta.
El Silúrico se puede subdividir informalmente en Silúrico inferior (Llandovery y Wenlock) y Silúrico superior (Ludlow y Prídoli).

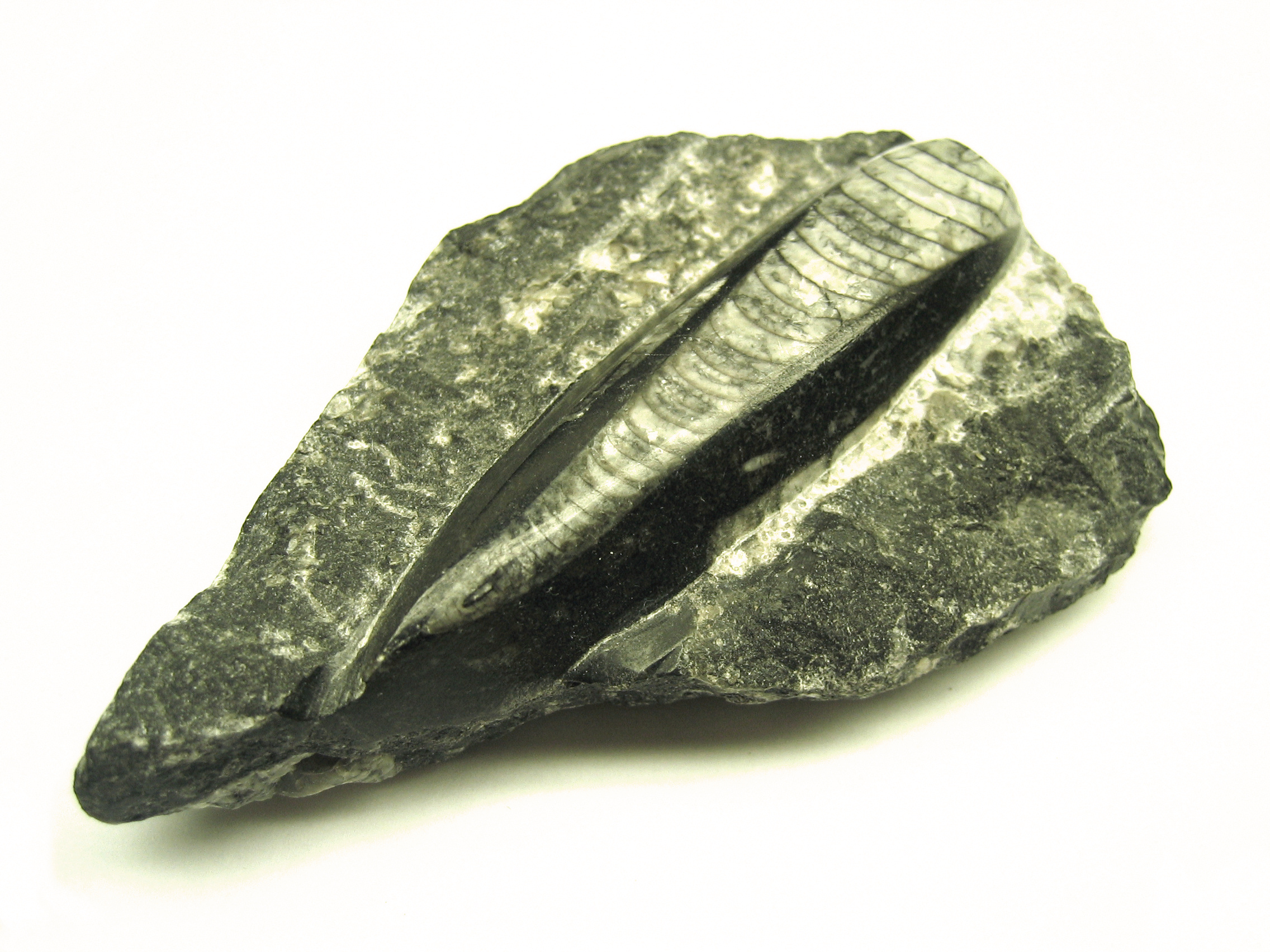
Orthoceras (Nautiloidea).

## Paleogeografía
Durante el Silúrico, Gondwana continuó con su lenta deriva hacia el sur, pero hay pruebas de que los casquetes polares silúricos fueron menos importantes que los de la glaciación de finales del Ordovícico. Los continentes del sur se mantuvieron unidos durante este período. La fusión de los casquetes polares y los glaciares contribuyeron a un aumento en el nivel del mar, reconocible por el hecho de que los sedimentos del Silúrico cubren los sedimentos erosionados del Ordovícico, formando una discontinuidad. Otros cratones y fragmentos continentales se desplazaron cerca del ecuador y comenzaron a unirse formando el segundo supercontinente denominado Euroamérica.

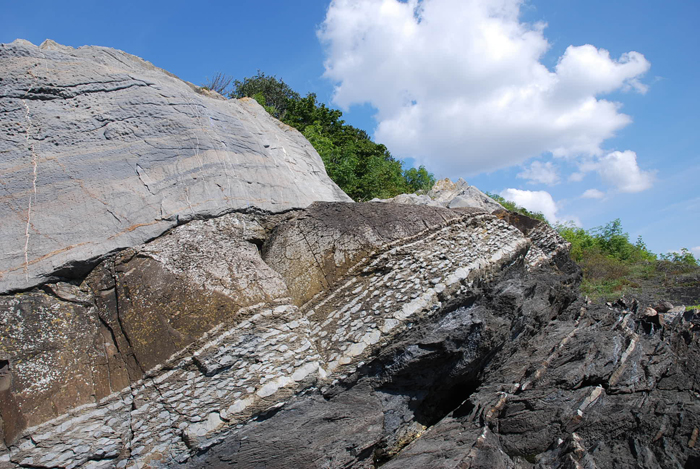
Transición Ordovícico-Silúrico expuesta en Hovedøya, Noruega, mostrando la diferencia muy marcada entre el gris claro de la arenisca calcárea del Ordovícico y el marrón de la lutita del Silúrico. Las capas se invirtieron durante la Orogenia Caledoniana.

Se comenzó a producir la fusión de Laurentia-Báltica y Avalonia, con la desaparición del océano Iapetus, y la formación del continente de las Viejas Areniscas Rojas o Euramérica. Puesto que durante el Silúrico este proceso no terminó, los principales grupos oceánicos (braquiópodos y graptolites) eran muy cosmopolitas. Hay pruebas de que las placas de hielo eran menos extensas que aquellas pertenecientes a la glaciación del Ordovícico Superior.

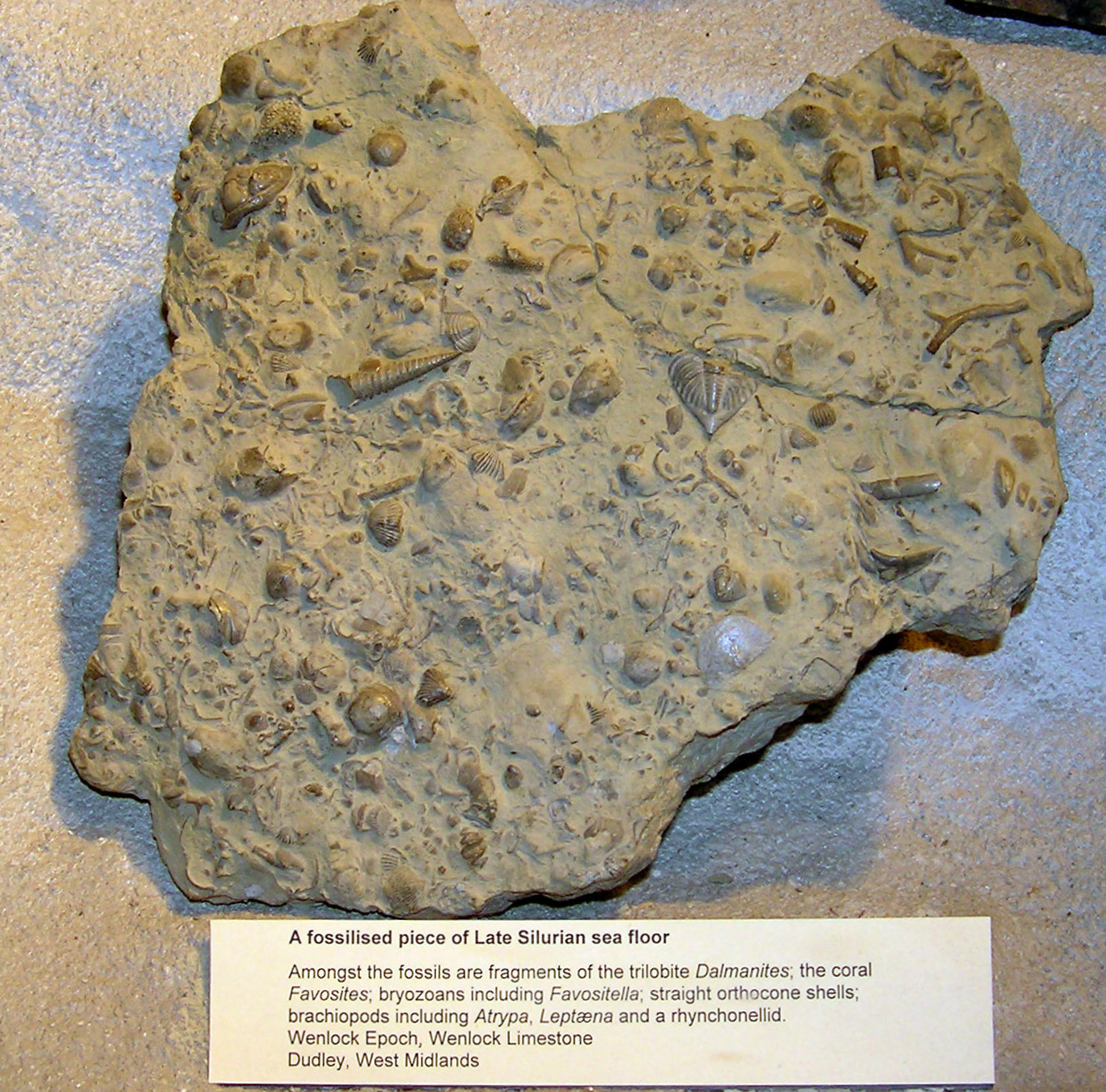
Fondo marino fosilizado del Silúrico Superior.

Cuando la proto-Europa colisionó con Norteamérica, la colisión plegó los sedimentos costeros que se habían acumulado desde el Cámbrico frente a la costa este de Norteamérica y la costa oeste de Europa. Este evento es la Orogenia Caledoniana, una serie de montañas que se extendía desde el Estado de Nueva York a Europa, incluyendo Groenlandia y Noruega. Hacia final del Silúrico, el nivel del mar descendió de nuevo, dejando cuencas de evaporitas desde Míchigan al oeste de Virginia, y las nuevas cadenas montañosas fueron rápidamente erosionadas. El río Teays, que fluía en medio del continente, erosionó los estratos del Ordovícico, dejando huellas en los estratos del Silúrico del norte de Ohio e Indiana. 
El nivel del mar era muy elevado y el clima era cada vez más cálido, con lo que gran parte de las tierras ecuatoriales fueron sumergidas. Esto condujo al mayor desarrollo de comunidades oceánicas tropicales del Eón Fanerozoico. El gran océano de Panthalassa cubría la mayor parte del hemisferio norte. Otros océanos de menor tamaño incluyen las dos fases del Tetis, Proto-Tetis y Paleo-Tetis, el océano Rheico, el océano Iapetus (ahora entre Avalonia y Laurentia), y el recién formado océano Ural.

## Clima

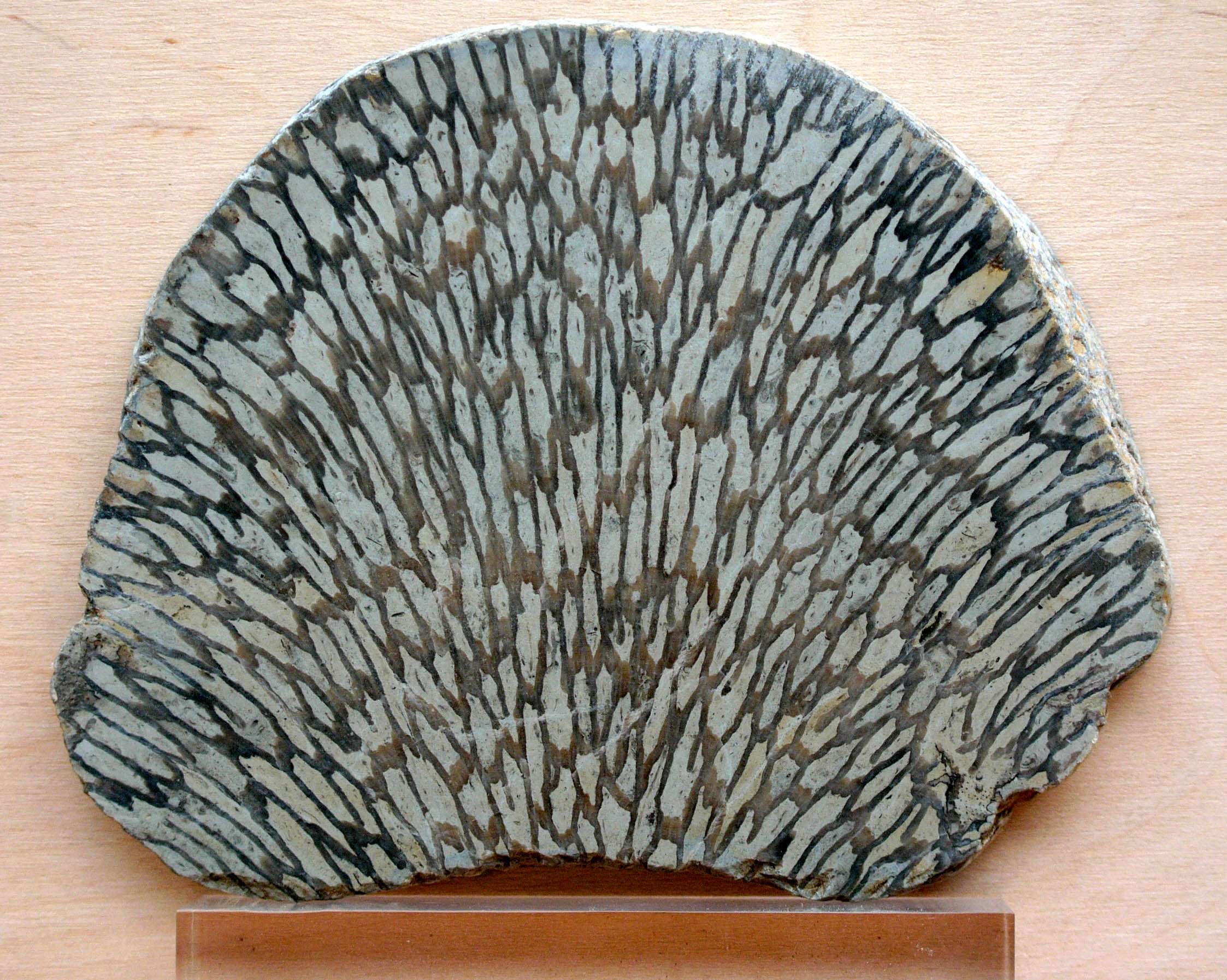
Sección pulida de un fósil de coral, Halysites, procedente de Gotland (Suecia).

Durante este período, la Tierra entró en una larga fase de cálido invernadero, con mares cálidos y someros que cubrían la mayor parte de las masas de tierra ecuatorial. A principios del Silúrico, los glaciares se retiraron de nuevo del Polo Sur hasta que casi desaparecieron a mediados del Silúrico. El período fue testigo de una relativa estabilización del clima de la Tierra, que terminó el anterior patrón errático de las fluctuaciones climáticas. 
Las capas de conchas rotas (llamadas coquinas) proporcionan pruebas sólidas de un clima dominado por violentas tormentas generadas tanto entonces como ahora por las cálidas superficies del mar. Más adelante en el Silúrico, el clima se enfrió ligeramente, pero en el límite entre el Silúrico y Devónico, fue algo más cálido.

## Paleozoología

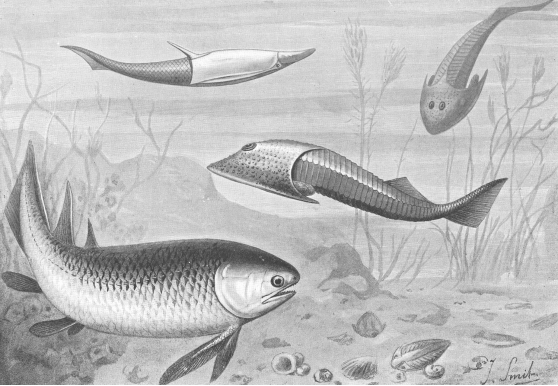
Peces del Silúrico.

La extinción finiordovícica fue seguida por la recuperación evolutiva de muchos de los taxones diezmados, muchos de los cuales superaron incluso la radiación del Ordovícico.
El clima cálido y húmedo proporcionó un ambiente muy beneficioso para la vida marina de todos los tipos. En los medios marinos, los trilobites, aunque no se extinguieron, no se recuperaron de la extinción ordovícica, pero sí se recuperaron y expandieron los siguientes grupos: braquiópodos, gasterópodos, bivalvos, briozoos, crinoideos, acritarcos y graptolitos. Estos últimos, prácticamente extinguidos al final del Ordovícico, aumentaron de 12 especies supervivientes conocidas a aproximadamente 60 durante los primeros 5 millones de años del Silúrico. 

### Medio recifal

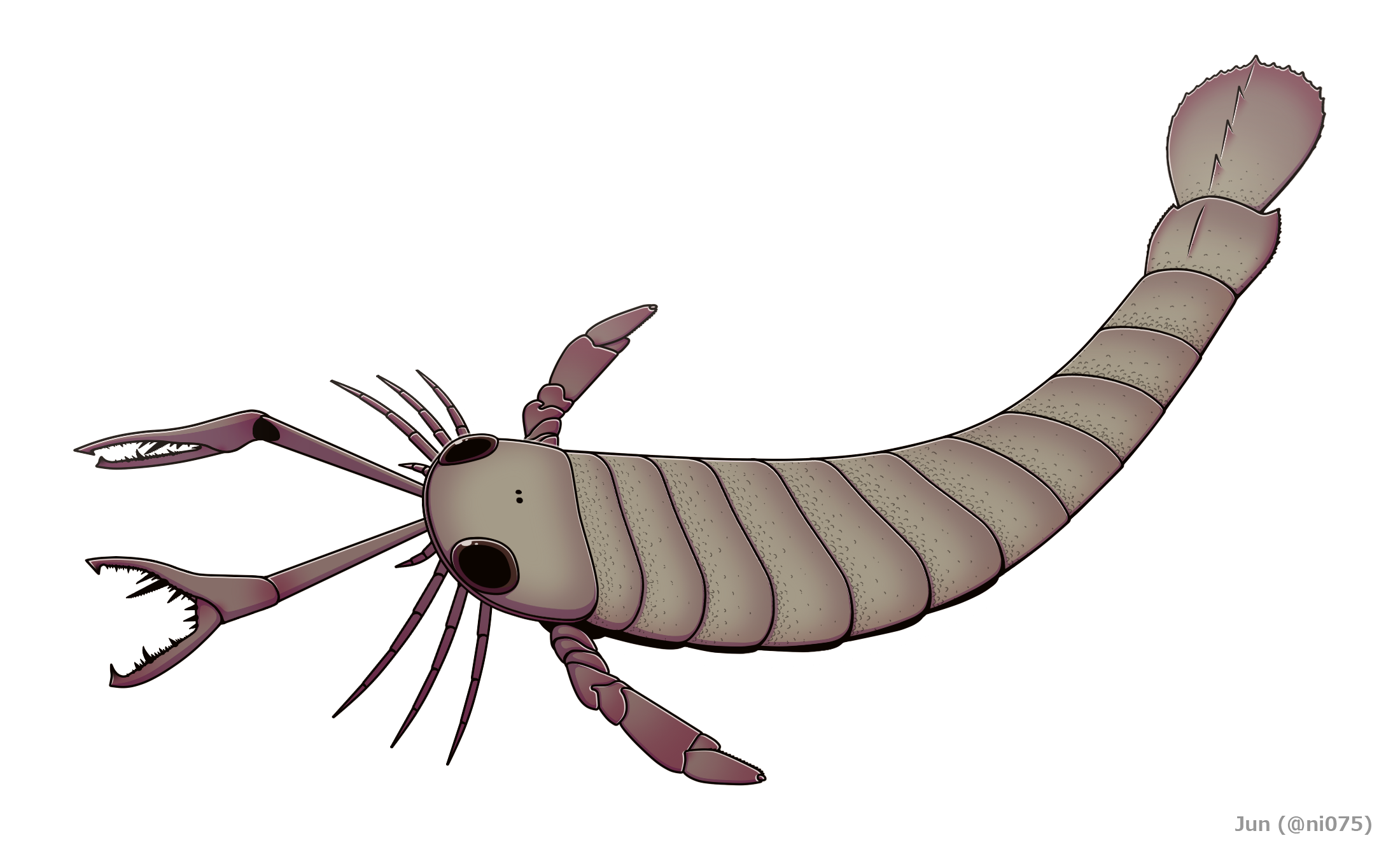
Euriptérido del Silúrico, Acutiramus cummingsi.

Las radiaciones en la vida marina no alteraron demasiado los ecosistemas marinos, si bien se produjo un relleno de nichos ecológicos. Los constructores de arrecifes orgánicos, se diversificaron y produjeron arrecifes de tamaño mucho mayor que sus antecesores cámbrico-ordovícicos. Los primeros arrecifes del Silúrico medio se formaron por briozoos, y se adicionaron posteriormente los corales tabulados y estromatopóridos. Los dos últimos construyeron arrecifes pequeños (5-10 metros de espesor y longitud inferior a 3 kilómetros). El éxito de estos arrecifes fue el resultado de la radiación adaptativa de los corales tabulados, rugosos coloniales y estromatopóridos en el Paleozoico medio. Los arrecifes presentaban una sucesión ecológica característica:
1. Colonización: Corales tabulados y rugosos fasciculados colonizaban un área submareal formando un montículo bajo.
2. Estadio intermedio: Las formas anteriores, frágiles y arborescentes, eran consolidadas por formas hemisféricas planas de tabulados y rugosos coloniales.
3. Estadio maduro: Cuando el montículo crecía por encima del nivel de mar, los estromatopóridos y algas incrustantes formaban una banda resistente a la acción de las olas, parecida a la de las algas en muchos arrecifes modernos. Los corales tabulados y rugosos coloniales ocupaban entonces la zona de aguas más tranquilas detrás de la barrera que limitaba la laguna.

Los fósiles acumulados en las cavidades que dejaba el armazón del arrecife dan a conocer que una gran variedad de invertebrados (braquiópodos, moluscos bivalvos, gasterópodos, crinoideos y briozoos) vivían allí, de manera similar a los actuales arrecifes. 
Los eocrinoideos desaparecen al final de Silúrico. Pero si bien estos equinodermos tendían a desaparecer, un grupo de artrópodos sufría un importante auge: los euriptéridos, también conocidos como escorpiones marinos. Otro grupo que comenzó a aumentar, como antesala al Devónico, fue el de los peces. En el Silúrico convivían los ostracodermos (peces sin mandíbulas surgidos en el Ordovícico) con los placodermos (primeros peces con mandíbulas que aparecen en esta época). También aparecen los tiburones espinosos y los peces cartilaginosos.

### Medio nectónico
El mayor cambio de los ecosistemas acuáticos fue la aparición de nuevos animales nectónicos, muchos de ellos predadores. Los nautiloideos persistieron aunque con una baja diversidad. Los artrópodos euriptéridos (que aparecieron en el Ordovícico) fueron un grupo importante de predadores que proliferaron durante el Silúrico. Se asemejaban a los escorpiones modernos, sin embargo, no estaban más emparentados con ellos que con el resto de quelicerados (arañas, escorpiones, cangrejos de herradura y picnogonidos o arañas de mar, entre otros). Eran nadadores, algunos alcanzaron 2 metros de longitud y muchos tuvieron fuertes pinzas.

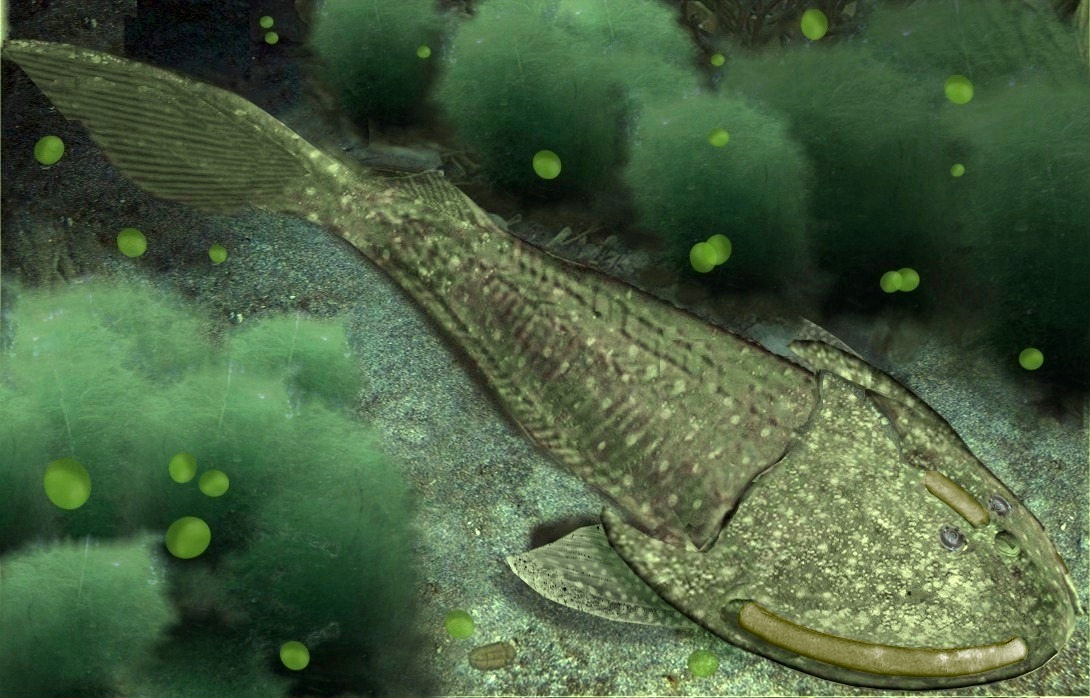
Cephalaspis (Ostracodermo)
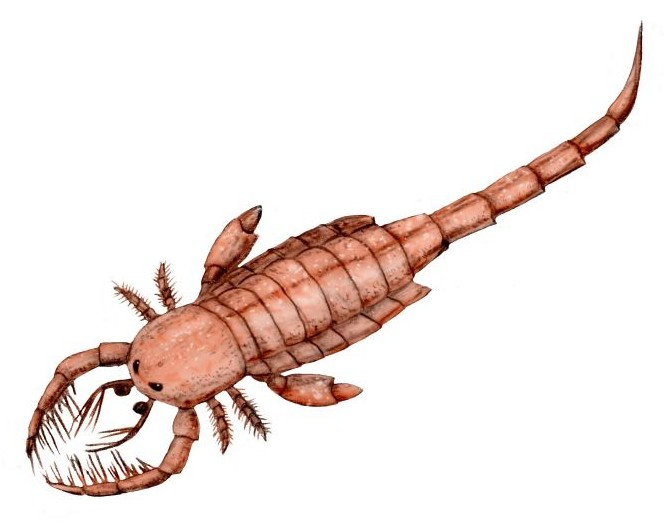
Mixopterus
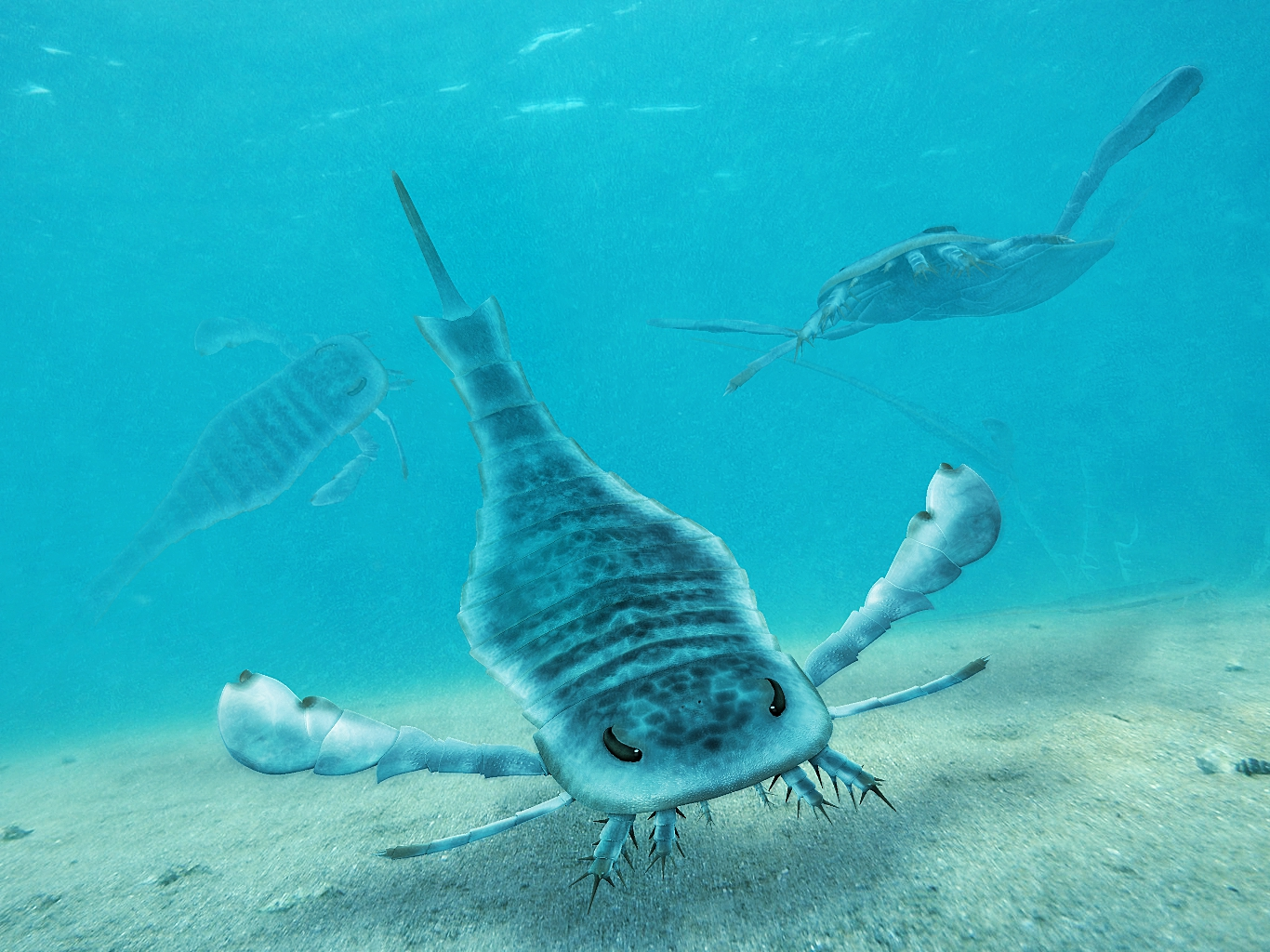
Eurypterus
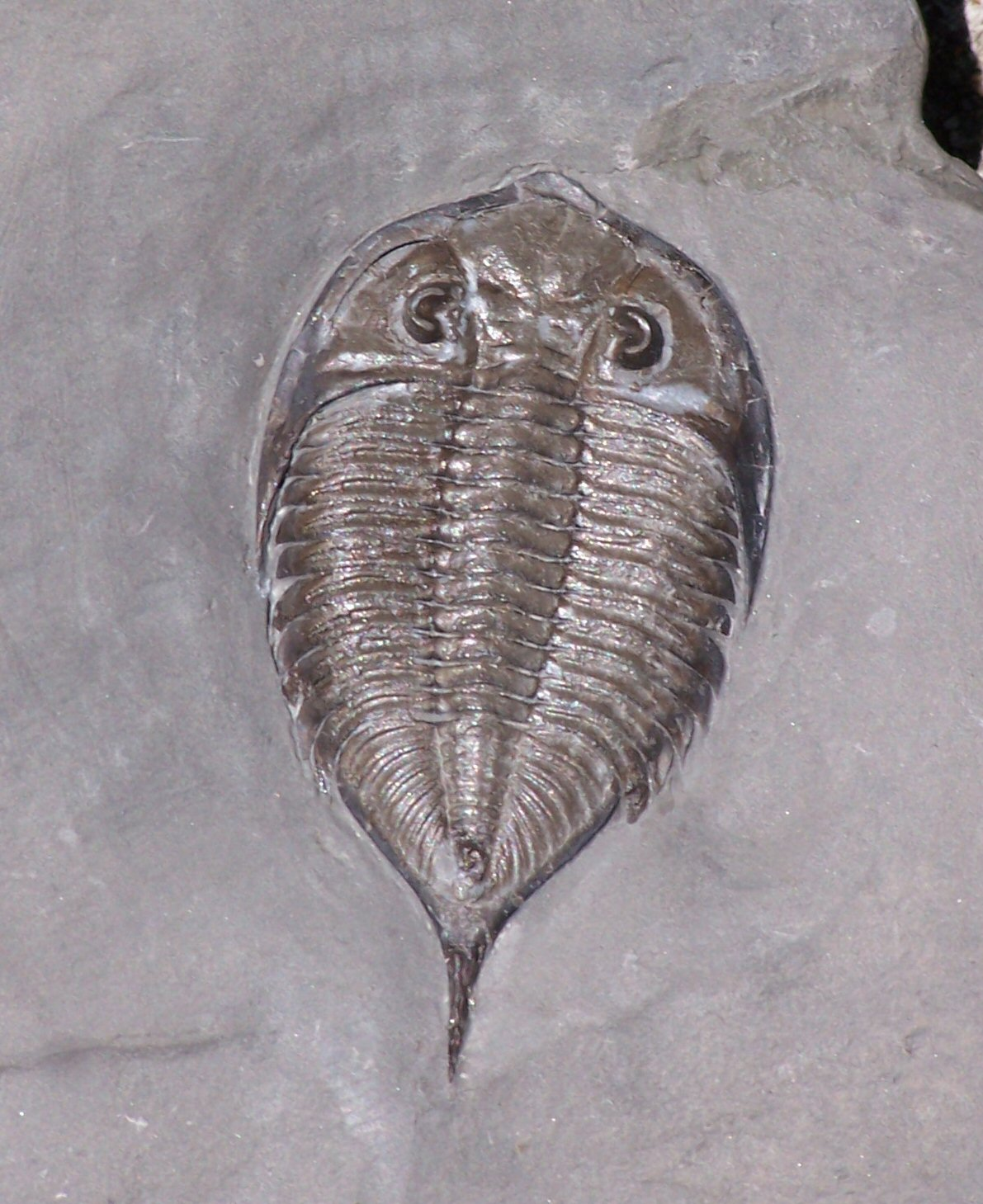
Trilobites
Graptolitos

## Paleobotánica

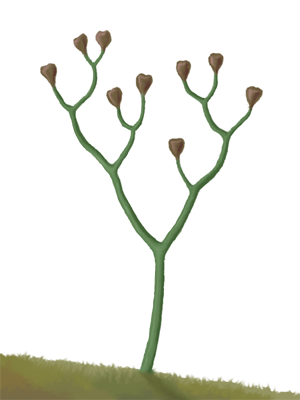
Cooksonia, una planta vascular primitiva del período Silúrico.

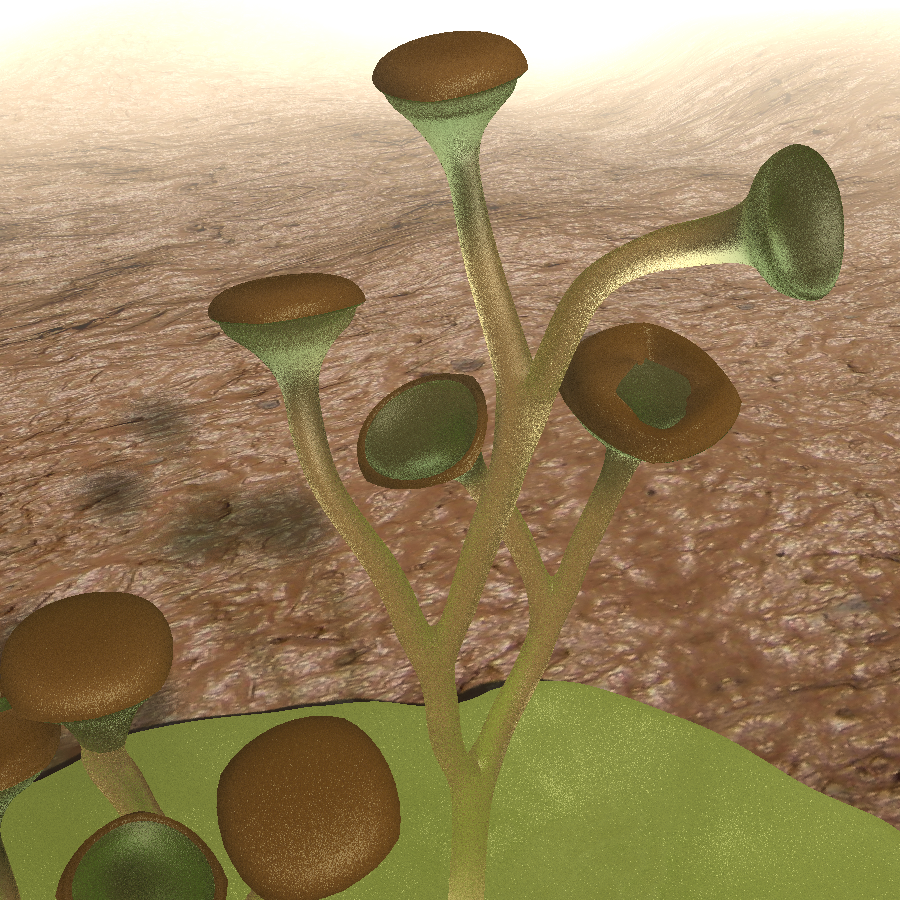
Cooksonia.

Los ambientes terrestres acuáticos precámbricos y del Paleozoico inferior estaban poblados por algas y posibles predecesores de las plantas. Sin bosques ni praderas, el paisaje estaba constituido por extensas áreas de roca estéril y un suelo con escaso humus. Los requerimientos básicos para la existencia de grandes plantas terrestres son muy diferentes de los de plantas acuáticas, por ejemplo:
- Deben disponer de aire fluido menos denso (las plantas para permanecer erguidas deben tener un tallo rígido).
- Las plantas terrestres deben ser ancladas por un sistema de raíz que sirve a su vez para la función imprescindible de alimentación.
- Un sistema vascular especial para transportar agua y nutrientes ascendentes desde sus raíces y otra para distribuir los fotosintatos que las plantas sintetizan en sus hojas.

Las primeras plantas erguidas que aparecieron en la tierra carecían de raíces, sistema vascular y hojas, factores que determinaron el éxito de sus descendientes. Esencialmente, estas plantas poseían tallos rígidos sencillos. Los fragmentos de dichas plantas se han encontrado en rocas silúricas y parecen haber sido las pioneras que vivieron cerca del agua. Probablemente eran semiacuáticas. Cabe destacar que la primera innovación adaptativa antes de la evolución de raíces y hojas, fue el tejido vascular.
Los antepasados de todas las plantas de la tierra fueron algas verdes presentes en medios marinos del Neoproterozoico. Estos fotosintetizadores se habrían adaptado en las orillas de los ríos, en lagos de agua dulce y en charcas antes del final del Ordovícico y quizás mucho más temprano. El agua dulce contenía el CO2 disuelto que necesitaban, así como fosfatos y nitratos esenciales para la construcción de las moléculas indispensables. Su problema fue el control del agua de las células. Las células son saladas y su agua tendería a verterse en el agua dulce si las molécula no levantaban barreras efectivas para prevenirlo (paredes más gruesas y resistentes). Resuelto este problema el siguiente paso fue explotar otros ambientes húmedos como charcas estacionales y los manantiales que en primavera anegaban el suelo. Al endurecerse las paredes de las células en los medios de agua dulce, se preadaptaron para evitar la sequedad del aire y la radiación ultravioleta pudiendo soportar la estación seca y crecer nuevamente durante la lluviosa. 
El primer registro fósil de plantas vasculares, esto es, plantas terrestres con tejidos que transportan los nutrientes, aparece en el período Silúrico. Las plantas eran bastante parecidas a los briófitos. La primera planta vascular conocida es Cooksonia, del Silúrico Superior. Tenía forma mazuda (10 cm), sin raíces ni hojas; estas plantas enviaban sus pequeños vástagos hacia el exterior para capturar luz solar y liberar sus esporas al viento. Otra planta fósil es Baragwanathia de Australia. Psilophyton es una primitiva planta terrestre del Silúrico con xilema y floema, pero sin diferenciación de raíz, tallo y hojas. Es muy ramificada, reproducción por esporas, respiración a través de estomas en toda su superficie, y probablemente capaz de realizar la fotosíntesis en todos los tejidos expuestos a la luz. Las riniofitas y los licopodios primitivos fueron otras plantas terrestres que aparecen por primera vez durante este período.

## Extinción
Al final del Silúrico tuvo lugar un proceso menor de extinción, conocido como el evento Lau.